# Branko Paić
Branko Paić (Šibenik, 1954.) je osnivač, vlasnik i direktor diskografske kuće Scardona glazbena produkcija d.o.o., ujedno i jedan od osnivača Hrvatske glazbene unije, Hrvatske diskografske udruge i Hrvatskog glazbenog odbora,  potpredsjednik HDU-a, član NO Instituta hrvatske glazbe i Upravnog odbora Porina, osnivač Udruge managera i producenata, dvije godine potpredsjednik UO ˝Porina˝, jedan od osnivača diskografskih kuća Crno bijeli svijet i Hit Records te glazbeni producent koji je radio s mnogim poznatim hrvatskim izvođačima, primjerice Azrom, Prljavim kazalištem, Tajči, Coloniom, Draženom Zečićem, Jasminom Stavrosom, Tomislavom Bralićem i klapom Intrade itd.

## Životopis

### Studentski dani
Od studentskih dana počeo se baviti s glazbom koja je preusmjerila njegov život s arhitekture na glazbu. Kao student radio je u Studentskom centru koji je 1970-ih godina bio izuzetno važan na području kulture, tako da je sudjelovao u pripremi i realizaciji koncerata koji su promijenili glazbenu povijest od novog vala do serije koncerata velikana jazza. Tu su ga otkrili zagrebački rokeri koji su mu ponudili da se počne baviti njihovim menadžmentom. Sudjelovao je u stvaranju neke zvijezde od samog početka ili preuzimanje nečije karijere i brinuo se o svim segmentima posla - od odabira pjesama, producentskog tima, studija, koncerata, turneja, kontaktima s medijima, kreiranja nečijeg imidža, osmišljavanja velikih koncerata do biranja tehnike i rasvjete.

### Karijera
Unutar glazbene industrije radio je na raznim poslovima. Zajedno s Paolom Sfecijem osnivač je HGU-e i njen prvi tajnik. Osnivao je HDU gdje je bio potpredsjednik, Hrvatski glazbeni odbor i Hrvatsku udrugu managera i producenata. Član je Upravnog odbora „Porina“ i Instituta Hrvatske glazbene industrije,  potpredsjednik UO „Porina“ dvije godine te osnivač nekoliko diskografskih kuća CBS-a, Hit recordsa i Scardone.
Početkom devedesetih godina, u fazi stvaranja države, aktivno je sudjelovao u svim segmentima kreiranja glazbene scene tako je danas Hrvatska najuređenija zemlja u regiji gdje su prava autora, izvođača i producenata najbolje regulirana.
Osnovao je 1993. firmu Crno bijeli svijet s članovima Prljavog kazališta Jasenkom Hourom i Tihomirom Filešom kao prvu firmu u Hrvatskoj koja se bavila diskografijom i menadžmentom te je bila prethodnica novom trendu preobrazbe diskografskih kuća.
Kasnije je poželio osnovati vlastitu firmu koju će voditi prema svojim idejama i prioritetima pa 1999. pokreće Scardonu.
Kasnije je osnovao i diskografsku kuću „Hit records“ zajedno s Jurjem Hrvačićem i Miroslavom D. Rusom s idejom da se napravi velika diskografska kuća povezana s medijima koju je vodio do 2007. kad se ponovno vratio u Scardonu i započeo novi poslovni uzlet firme koja je danas odlično pozicionirana na glazbenom tržištu. 
U kriznim godinama više puta je bio upisan u Zlatnu knjigu poduzetnika za koju je uvjet da se poduzeće kojom osoba upravlja nalazi među prvih 10% najboljih poduzeća i obrta u Hrvatskoj.

### Nagrade i priznanja
- Nagrada grada Skradina za doprinos kulturi (rujan, 2015.)
- Posebna zahvalnica Hrvatske diskografske udruge kao članu prvog Upravnog odbora Hrvatske diskografske udruge za doprinos u njenom osnivanju i razvijanju te promicanju interesa glazbene industrije u Hrvatskoj (studeni, 2015.)
- Priznanje Hrvatske glazbene unije povodom 40 godina djelovanja te za sveukupan doprinos hrvatskoj glazbenoj sceni (studeni, 2016.)[2]
- Nagrada "Nova ploča" Hrvatske diskografske udruge za izuzetan doprinos te promicanje značaja hrvatske glazbene industrije, značajnu potporu u ostvarivanju ciljeva HDU-a te bitan i prepoznatljiv uspjeh u širenju ugleda i položaja udruge (2021.)

## Vanjske poveznice
- Discogs.com – Branko Paić (diskografija)